# Буквослагательный метод обучения грамоте
Буквослагательный метод обучения грамоте — метод обучения чтению.
Метод применялся ещё в Древней Греции и Древнем Риме; в России известен c XVI до середины XIX века.
Способ основывается на восприятии текста как множества букв. Считалось, что буквы полностью соответствуют существующим звукам. Учащиеся заучивали названия букв, составляли из них слоги, заучивали их, потом читали «по складам», а потом «по верхам» — не называя букв и слогов. Обучение письму проводилось подобным способом, как отдельный навык — сначала писали буквы, потом слоги, потом слова. Обучение чтению было долгим (до двух лет) и было для детей очень трудно.
После XVIII века буквослагательный метод был несколько усовершенствован: из процесса обучения было исключено заучивание названий букв и составление из них слогов, ученикам предлагалось выучивать сразу слоги. Для упражнения навыка из известных слогов составлялись все более сложные слова. Этот способ обучения грамоте получил название слогового метода.
На смену этим методам в XIX веке пришло более прогрессивное звуковое обучение грамоте.